# Idiocera (Idiocera) sanaanensis
Idiocera (Idiocera) sanaanensis is een tweevleugelige uit de familie steltmuggen (Limoniidae). De soort komt voor in het Afrotropisch gebied.